# 1967 na arte

## Nascimentos
| Data         | Nome              | Profissão  | Nacionalidade  | Observações | Ref |
| ------------ | ----------------- | ---------- | -------------- | ----------- | --- |
| 20 de março  | Yukito Kishiro    | mangaka    | Japão          |             |     |
| 15 de abril  | Alt               | cartunista | Brasil         |             |     |
| 29 de agosto | Jiří Růžek        | fotógrafo  | Checoslováquia |             |     |
| ??           | Simon Patterson   | pintor     | Reino Unido    |             |     |
| ??           | Barahona Possollo | pintor     | Portugal       |             |     |

## Mortes
| Data            | Nome                            | Profissão                                               | Nacionalidade                              | Observações | Ref |
| --------------- | ------------------------------- | ------------------------------------------------------- | ------------------------------------------ | ----------- | --- |
| 10 de janeiro   | Charles Ephraim Burchfield      | pintor e poeta                                          | Estados Unidos                             | n. 1893     |     |
| 21 de fevereiro | Eduardo Afonso Viana            | pintor                                                  | Portugal                                   | n. 1881     |     |
| 15 de maio      | Edward Hopper                   | pintor                                                  | Estados Unidos                             | n. 1882     |     |
| 27 de maio      | Johannes Itten                  | pintor, professor e escritor                            | Suíça                                      | n. 1888     |     |
| 31 de maio      | Eduardo Malta                   | pintor                                                  | Reino Unido de Portugal, Brasil e Algarves | n. 1900     |     |
| 6 de junho      | Ottone Zorlini                  | pintor, escultor, desenhista, ceramista                 | Itália                                     | n. 1891     |     |
| 7 de julho      | Torquato Bassi                  | pintor, escultor e decorador                            | Itália                                     | n. 1880     |     |
| 30 de agosto    | Heitor Cramez                   | pintor e professor                                      | Reino Unido de Portugal, Brasil e Algarves | m. 1889     |     |
| 31 de agosto    | Antonio Gomide                  | pintor, desenhista, gravador e professo                 | Brasil                                     | n. 1895     |     |
| 7 de outubro    | Victor Hammer                   | pintor, escultor, impressor e tipógrafo                 | Áustria-Hungria                            | n. 1882     |     |
| 25 de novembro  | Ossip Zadkine                   | pintor                                                  | União Soviética                            | n. 1890     |     |
| ??              | Rodolfo Chambelland             | pintor, desenhista e decorador                          | Brasil                                     | n. 1879     |     |
| ??              | Ernst Zeuner                    | pintor                                                  | Alemanha                                   | n. 1895     |     |
| ??              | David Burliuk                   | pintor, mecenas de arte, escritor, poeta e dramaturgo   | União Soviética                            | n. 1882     |     |
| ??              | Zina Aita                       | pintora e desenhista                                    | Itália                                     | n. 1900     |     |
| ??              | Antônio Bandeira                | pintor e desenhista                                     | Brasil                                     | n. 1922     |     |
| ??              | Gastão Worms                    | pintor, escultor, desenhista, professor e caricaturista | Brasil                                     | n. 1905     |     |
| ??              | Zinaida Evgenievna Serebriakova | pintora                                                 | União Soviética                            | n. 1884     |     |

## Prémios
- Prémio Valmor e Municipal de Arquitectura 1967 - Nuno Teotónio Pereira e António Pinto Freitas[1].